# Connexochiton bromleyi
Connexochiton bromleyi är en blötdjursart som först beskrevs av Ferreira 1985.  Connexochiton bromleyi ingår i släktet Connexochiton och familjen Ischnochitonidae. Inga underarter finns listade i Catalogue of Life.